# Saint-Nicolas-la-Chapelle (Aube)
Saint-Nicolas-la-Chapelle település Franciaországban, Aube megyében. Lakosainak száma 75 fő (2022. január 1.). Saint-Nicolas-la-Chapelle Le Mériot, Nogent-sur-Seine, La Saulsotte és Chalautre-la-Grande községekkel határos.

## Népesség
A település népessége az elmúlt években az alábbi módon változott:
| Lakosok száma | 70   | 70   | 61   | 77   | 64   | 61   | 66   | 67   | 69   | 75   |
|               | 1968 | 1982 | 1990 | 2006 | 2013 | 2015 | 2017 | 2019 | 2020 | 2022 |